# 普洛斯基灣
63°33′13″S 59°48′33″W / 63.55361°S 59.80917°W

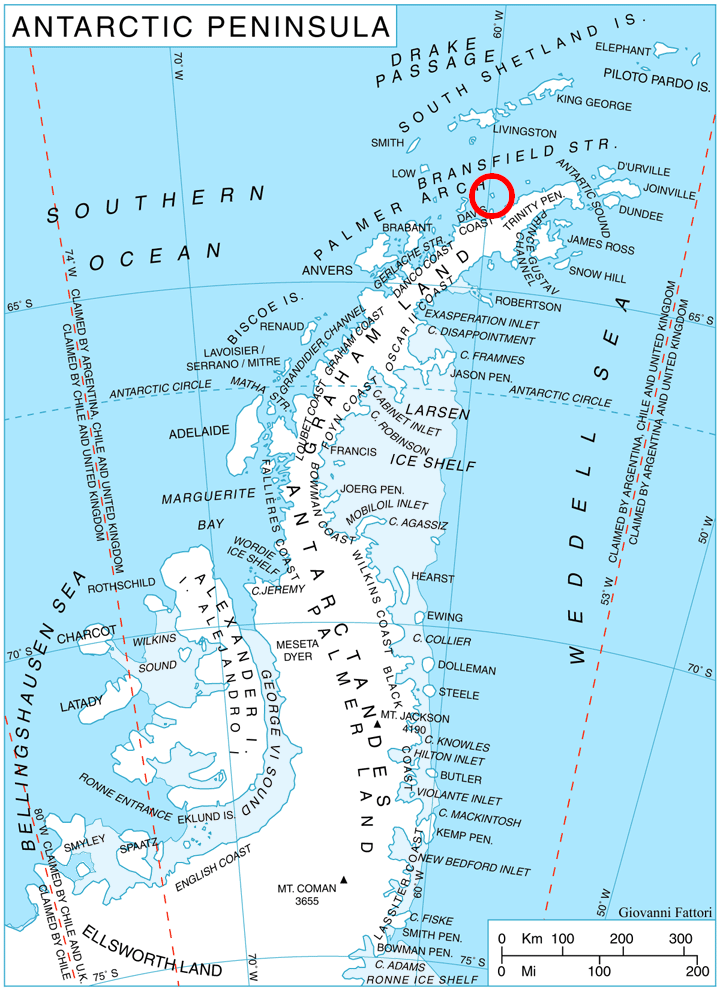

普洛斯基灣（Ploski Cove），是南極洲的海灣，位於帕默群島的陶爾島東北岸，長0.9公里、寬1公里，處於哈曼利灣以北和明迪亞灣以東，以保加利亞西南部鄉鎮命名，現時由南極條約體系管理。